# مسار (موسيقى)

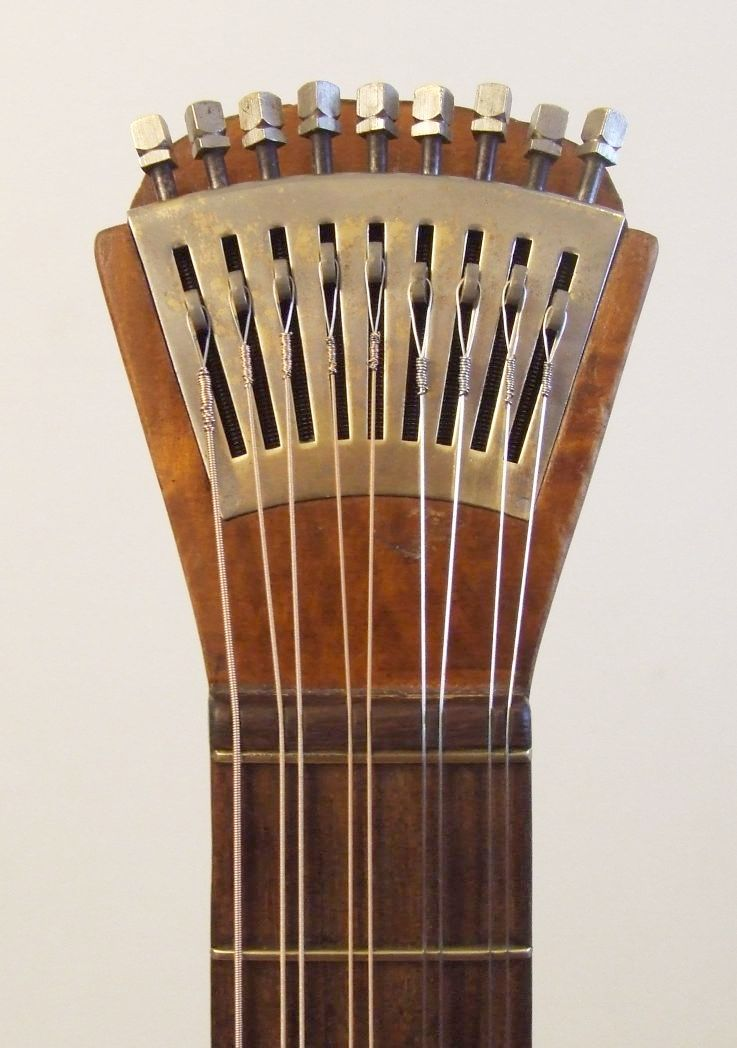
مسارات الفالدسيثيز

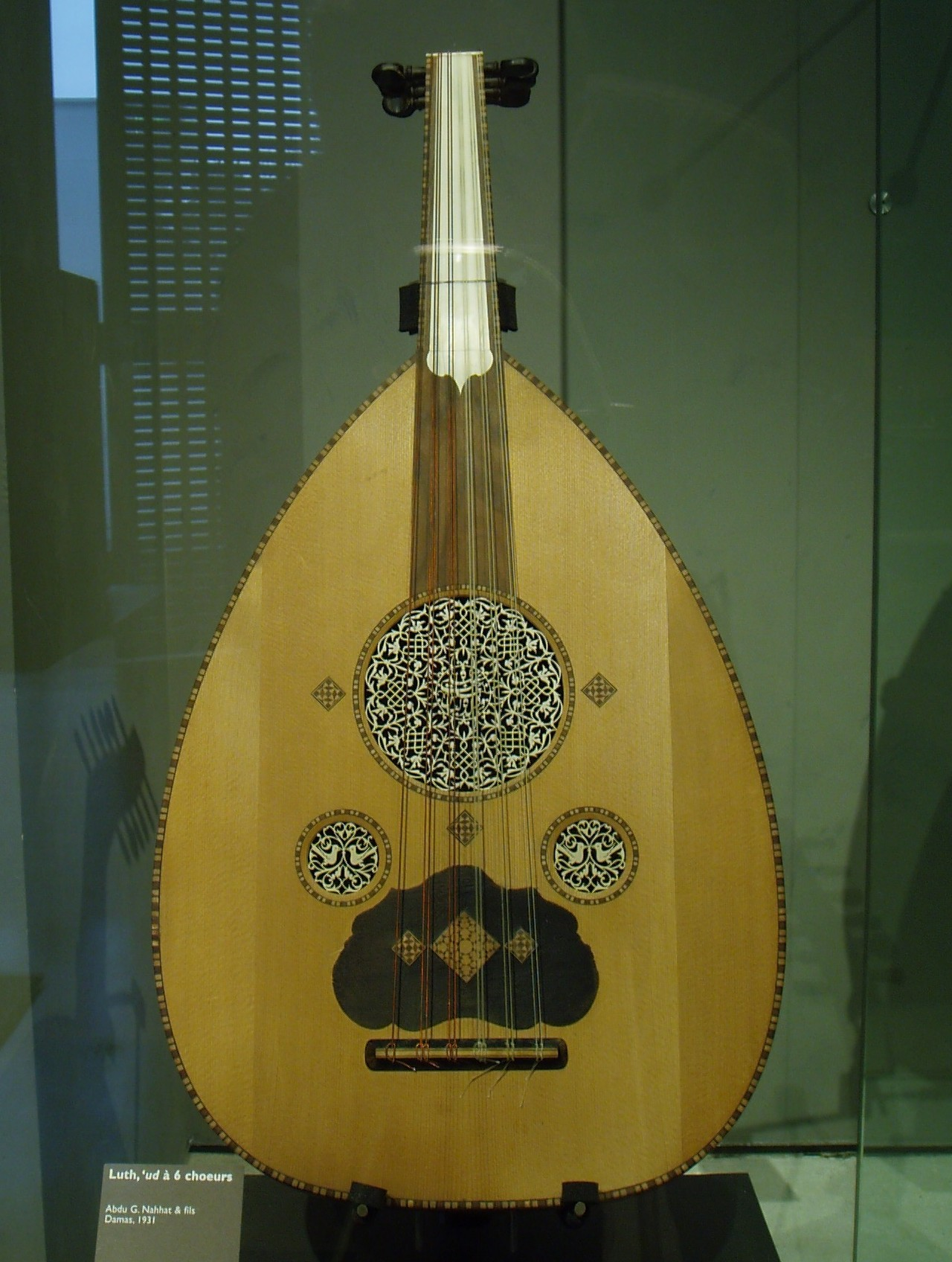
مسارات العود

المسار على آلة وترية هو وتر أو وتران أو أكثر متوازية وموضوعة قرب بعضها مقارنة بباقي الأوتار، وتعزف عادة كوتر واحد. تفصل بين حدات الأوتار في كل مسار متعدد الأوتار عادة مسافة يونيسون أو أوكتاف.
يستعمل مصطلح مسار عادة للإشارة لوتر واحد فقط في الآلات التي تتوفر على مسارات متعددة الأوتار أيضا. على سبيل المثال، تتوفر قيثارة الباروك ذات تسعة أوتار على خمس مسارات: أغلبها مسارات ثنائية الأوتار لكن المسار الأعلى أو الأدنى يتكون من وتر واحد أحيانا.
تسمى أي آلة بها على الأقل مسار واحد متعدد الأوتار آلة مسارية، بينما تسمى الآت التي تعزف جميع أوتارها بشكل منفرد آلات غير مسارية.